# トロイ (競走馬)
トロイ (Troy) はアイルランドで生まれ、イギリスで調教を受けた競走馬である。区切りとなる第200回エプソムダービーの優勝馬。

## 概要
1979年に行われた第200回エプソムダービーに優勝したほか、同年のアイリッシュダービーにも優勝、凱旋門賞は牝馬スリートロイカの3着だった。
馬主はマイケル・ソベル卿と彼の義理の息子であるアーノルド・ウェインストック卿の共有で、ソベル卿は同年のイギリス平地競馬の首位馬主に輝いている。
1980年に引退し、エリザベス2世女王のレーシングマネージャーであるポーチェスター卿により720万ポンドという当時史上最高額のシンジケートが組まれ、種牡馬となった。
種牡馬としては4シーズン目の1983年に急死したため産駒は少ないながらも、ヘレンストリート、ワレンス、母の父（ブルードメアサイアー）としてオース、ピルサドスキー・ファインモーション兄妹などを出している。遺体はバークシャーに葬られている。

## 競走成績
- 1978年（2歳）4戦2勝
- 1979年（3歳）7戦6勝。エプソムダービー（英G1）、アイリッシュダービー（愛G1）、キングジョージ6世&クイーンエリザベスダイヤモンドステークス（英G1）、ベンソン&ヘッジスゴールドカップ（英G1）、サンダウンクラシックトライアルステークス（英G3）

## 血統表
| トロイの血統    | トロイの血統 | トロイの血統 | （血統表の出典） | （血統表の出典） |
| 父系            | ペティション系＜フェアトライアル系＜フェアウェイ系＜ファラリス系＜サイリーン系＜ベンドア系＜ストックウェル系エクリプス系＜ダーレーアラビアン系 | ペティション系＜フェアトライアル系＜フェアウェイ系＜ファラリス系＜サイリーン系＜ベンドア系＜ストックウェル系エクリプス系＜ダーレーアラビアン系 | ペティション系＜フェアトライアル系＜フェアウェイ系＜ファラリス系＜サイリーン系＜ベンドア系＜ストックウェル系エクリプス系＜ダーレーアラビアン系 |                  |
| 父 Petingo 1965 | 父の父Petition 1944 | Fair Trial | Fairway | Fairway          |
| 父 Petingo 1965 | 父の父Petition 1944 | Fair Trial | Lady Juror |                  |
| 父 Petingo 1965 | 父の父Petition 1944 | Art Paper | Artist's Proof | Artist's Proof   |
| 父 Petingo 1965 | 父の父Petition 1944 | Art Paper | Quire |                  |
| 父 Petingo 1965 | 父の母Alcazar 1957 | Alycidon | Donatello | Donatello        |
| 父 Petingo 1965 | 父の母Alcazar 1957 | Alycidon | Aurora |                  |
| 父 Petingo 1965 | 父の母Alcazar 1957 | Quarterdeck | Nearco | Nearco           |
| 父 Petingo 1965 | 父の母Alcazar 1957 | Quarterdeck | Poker Chip |                  |
| 母 La Milo 1963 | 母の父Hornbeam 1953 | Hyperion | Gainsborough | Gainsborough     |
| 母 La Milo 1963 | 母の父Hornbeam 1953 | Hyperion | Selene |                  |
| 母 La Milo 1963 | 母の父Hornbeam 1953 | Thicket | Nasrullah | Nasrullah        |
| 母 La Milo 1963 | 母の父Hornbeam 1953 | Thicket | Thorn Wood |                  |
| 母 La Milo 1963 | 母の母Pin Prick 1955 | Pinza | Chanteur | Chanteur         |
| 母 La Milo 1963 | 母の母Pin Prick 1955 | Pinza | Pasqua |                  |
| 母 La Milo 1963 | 母の母Pin Prick 1955 | Miss Winston | Royal charger | Royal charger    |
| 母 La Milo 1963 | 母の母Pin Prick 1955 | Miss Winston | East Wantleye |                  |
| 母系(F-No.)     | (FN:1-b) | (FN:1-b) | (FN:1-b) | [ § 2 ]          |
| 5代内の近親交配 | Hyperion 3×5、Donatello 4×5、Nearco 4×5×5、Gainsborough 4×5                                                                                    | Hyperion 3×5、Donatello 4×5、Nearco 4×5×5、Gainsborough 4×5                                                                                    | Hyperion 3×5、Donatello 4×5、Nearco 4×5×5、Gainsborough 4×5                                                                                    | [ § 3 ]          |
| 出典            | 1. 2. 3. | 1. 2. 3. | 1. 2. 3. | 1. 2. 3.         |

- 父 Petingoはサセックスステークス、ミドルパークステークス、セントジェームズパレスステークス、2000ギニー2着など9戦6勝。1979年英リーディングサイアー、産駒にイングリッシュプリンス（1974年愛ダービー）、ピットカーン（1980年英リーディングサイアー）など。
- 母父 Hornbeamは英国の長距離レースで活躍し、ヴォルティジュールステークスに勝ち、セントレジャーステークス2着、アスコットゴールドカップ2着など27戦11勝。産駒にインターメゾなどがおり、Morston（1973年英ダービー）、トニービン、Blakeney（1969年英ダービー）の母父として有名。
- 母 La MiloはNasrullahとRoyal Chagerの3/4同血を3×3でインブリードしており、これらのレディジョセフィンとPhalaris、Scapa Flowを含む血統構成は3代父Fair Trialとも近いものである。